# Estación de Ramsés
La estación de Ramsés (en árabe: محطة رمسيس‎ Maḥaṭṭat Ramsīs) es la principal estación ferroviaria de pasajeros de El Cairo, Egipto. El nombre se debe del antiguo faraón egipcio Ramsés II, cuya estatua fue erigida por Nasser en la plaza al lado de la estación en el año 1955.

## Historia
La estación de tren original fue construida como terminal de la primera línea de ferrocarril entre Alejandría y El Cairo en 1856. El edificio actual fue construido en 1892 y renovado en 1955. En enero de 2001 fue sometido a una modernización importante. A principios de 2011, tras el levantamiento de Egipto, la estación de Ramsés fue totalmente modernizada, se instaló aire acondicionado y un nuevo suelo de mármol, además de colocar escaleras mecánicas. Algunos críticos opinaron que la renovación fue demasiado moderna y destruyó gran parte del estilo original del edificio.

## Galería

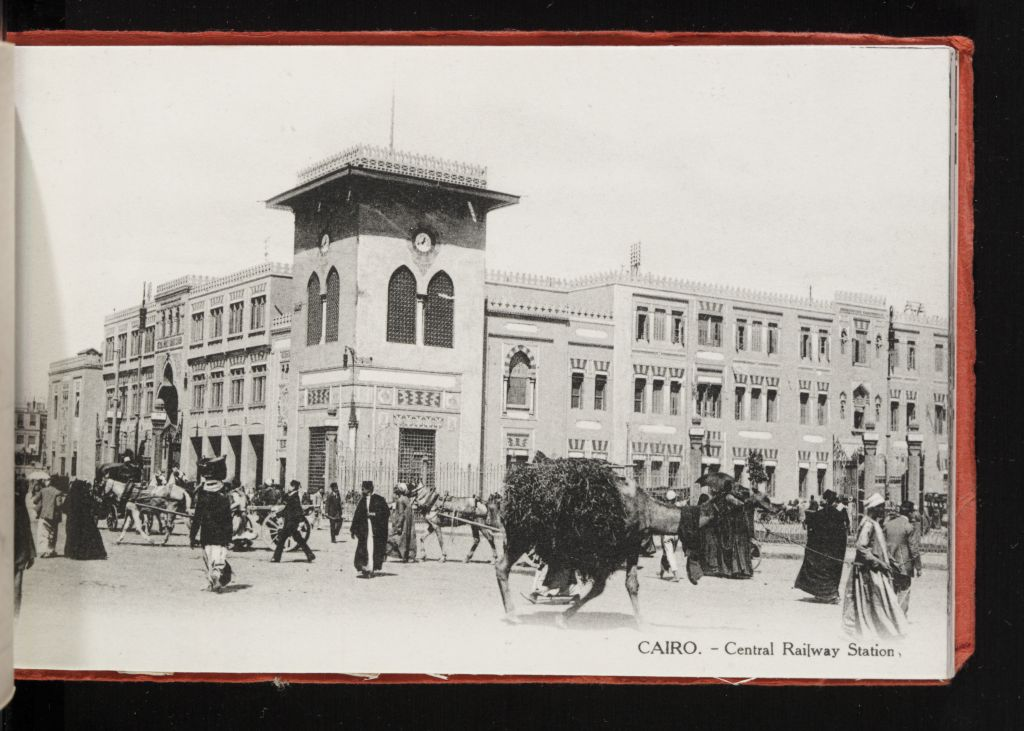
Estación a comienzos de siglo XX.
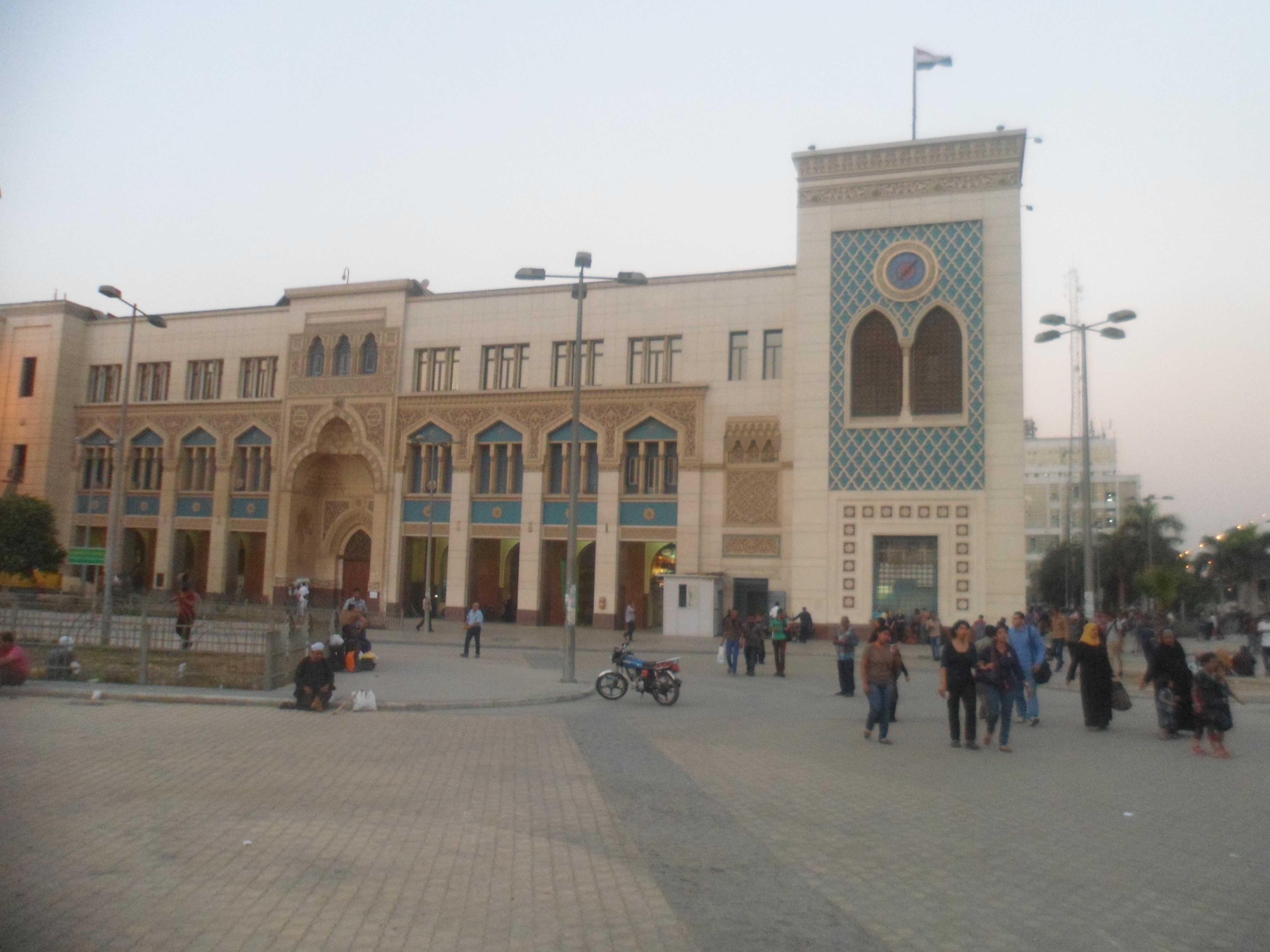
Exterior de la estación.
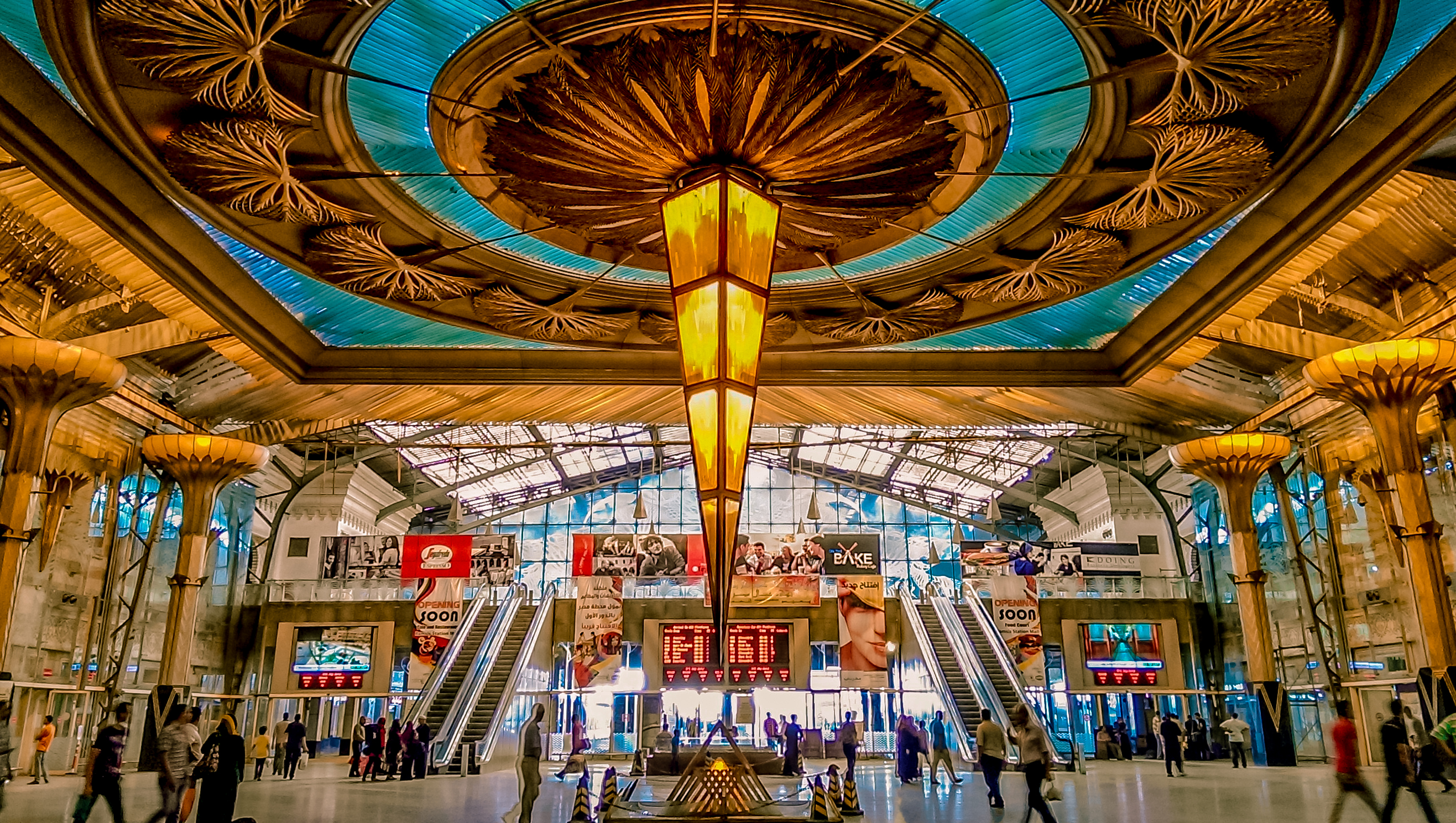
Recibidor.
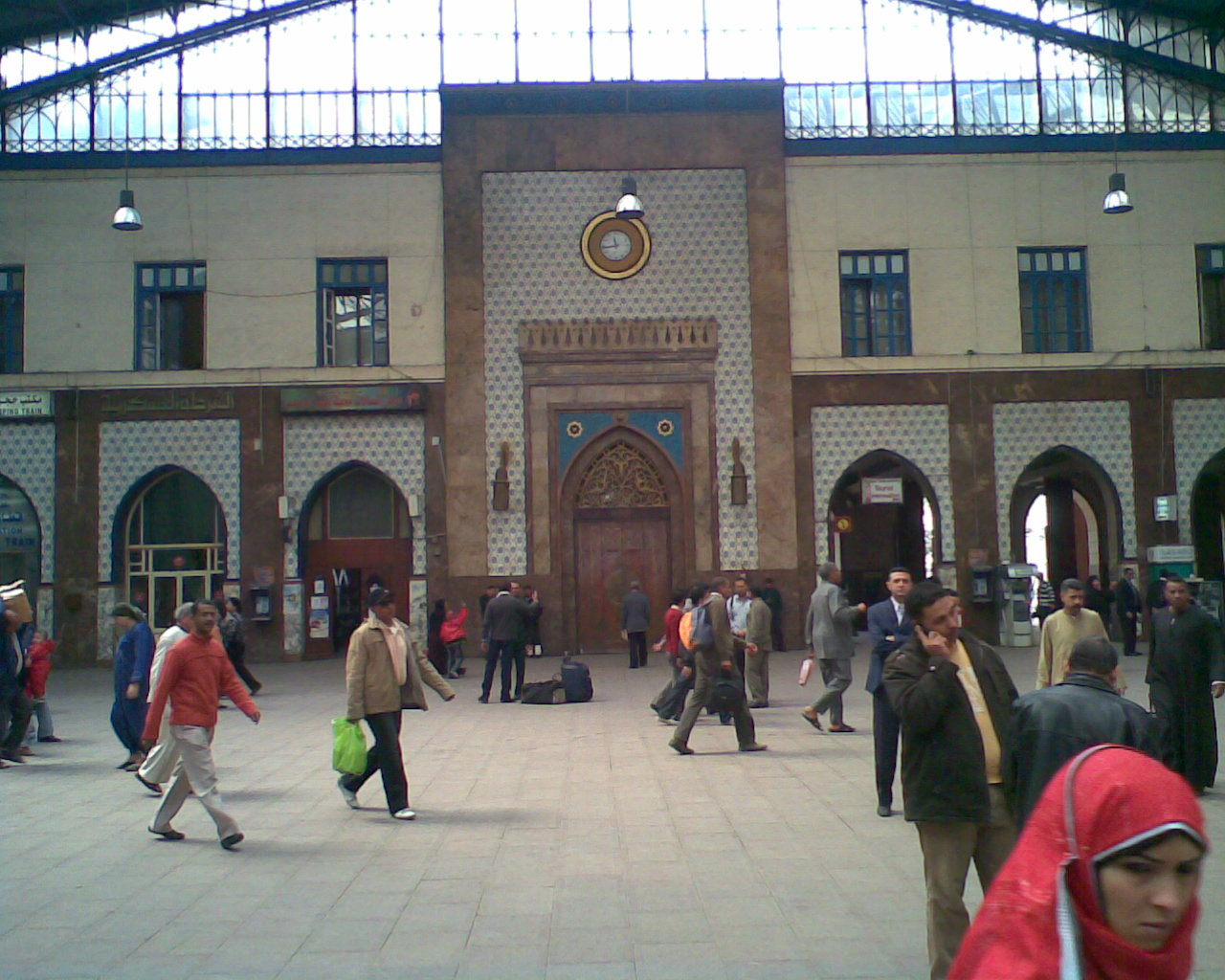
Acceso a las plataformas.